# Sucy-en-Brie
Sucy-en-Brie è un comune francese di 26 257 abitanti situato nel dipartimento della Valle della Marna nella regione dell'Île-de-France.

## Società

### Evoluzione demografica
Abitanti censiti